# 윤동도
윤동도(尹東度, 1707년(숙종33) ~ 1768년(영조44)는 조선시대 후기의 문신이다. 사도세자에게 호의적이었으며 당색으로는 소론 계열이었다.

## 내용
본관은 파평(坡平). 자는 경중(敬仲), 호는 남애(南厓)·유당(柳塘). 장령 윤순거(尹舜擧)의 증손으로, 할아버지는 부제학 윤진(尹搢)이고, 아버지는 판서 윤혜교(尹惠敎)이며, 어머니는 이익수(李益壽)의 딸이다.
1744년(영조 20) 진사가 되고 이듬해 해주판관으로 정시문과에 을과로 급제, 1745년 사서·부수찬·헌납·교리를 거쳐 1748년 부교리·수찬, 1750년 장령, 1751년 부응교·도승지·대사간 등을 역임하였다.다음해 경상도관찰사가 되었으나 그 이듬해 병으로 인하여 체개(遞改)되고 1754년 대사성·대사간·부제학·승지를 거쳐 1758년 이후 대사헌·이조참판·부제학·청풍부사·호조판서를 역임하였다.
1761년에 우의정에 올라 이듬해 함경남도병마절도사 윤구연(尹九淵)의 처벌에 반대, 용서를 청하였다가 파직되고 다시 3일만에 복직되었다.
나경언의 벽서 사건 때(1762년), 벽서 사건의 주모자로 안성저 사람을 지목했고, 안성 사람들은 윤동도의 아들 윤광유(尹光裕)가 사주했다고 지목했다. 이 소식을 들은 윤동도가 사임 표하였다. 그러나 사도세자는 누명임을 알고 윤동도에게 수서를 내려 위로했다. 세자는 안성저 사람의 자백이 사전에 짜여진 각본에 의한 것임을 알게 되었던 것이다.
1764년에 좌의정, 1766년에 영의정이 되었다. 1768년 영중추부사로서 죽었다. 시호는 정문(靖文)이다.

## 가족 관계
- 고조부 : 윤수(尹燧)-죽주부사
  - 증조부 : 윤순거(尹舜擧)-장령
    - 종조부 : 윤절(尹晢)-부수찬
    - 친조부 : 윤진(尹搢)-부제학
    - 친조모 : 전주이씨, 진사 이태장(李台長)의 딸
      - 아버지 : 윤혜교(尹惠敎)-이조판서
      - 어머니 : 전주이씨, 좌찬성 이익수(李益壽)의 딸
        - 부인 : 풍양조씨, 좌참찬 조원명(趙遠命)의 딸

## 같이 보기
- 사도세자
- 나경언
- 나경언 벽서 사건